# Mary Flake de Flores
Mary Carol Flake de Flores (sinh ngày 25 tháng 9 năm 1950) là cựu Đệ nhất Phu nhân của nền cộng Hòa của Honduras, vợ của Carlos Roberto Flores Facussé, ông là Tổng thống của Honduras từ năm 1998 đến năm 2002.

## Tiểu sử
Mary Carol Flake được sinh ra ở Memphis, Tennessee, là con cả trong gia đình, và lớn lên ở Cincinnati, Ohio. Bà kiếm được một bằng cử nhân dệt và tiếp thị từ Đại học Bang Louisiana, nơi bà đã gặp Carlos Roberto Flores Facussé. Họ cưới nhau vào năm 1973, và có hai đứa con: Mary Elizabeth Flores, kể từ năm 2010 
Đại diện thường trực của Honduras cho Liên hợp quốc, và Carlos David Flores Flake.
Chồng bà đã tham gia vào chính trị trong năm 1970 và được bầu làm tổng thống Tổng tuyển cử năm 1997, phục vụ từ tháng 1 năm 1998 đến tháng 1 năm 2002.

## Trở thành Đệ nhất phu nhân
Là đệ nhất phu nhân, Mary Flake de Flores là Chủ tịch danh dự của Viện trẻ em và gia đình Honduran, đã tham dự Hội nghị lần thứ IX về vợ chồng của những người đứng đầu nhà nước và chính phủ châu Mỹ, và tham dự hội nghị thượng đỉnh các phụ nữ đầu tiên của Trung Mỹ và Ngân hàng phát triển liên Mỹ, để thúc đẩy hỗ trợ cho nông thôn phụ nữ. Năm 1998, bà thành lập PROFUTURO, một dự án xây dựng một trung tâm giáo dục tương tác và một bảo tàng dành cho trẻ sơ sinh. Bà cũng là người sáng lập và chủ tịch danh dự của Fundacion Hondura para el Niño con Cáncer (Quỹ Nhi đồng cho trẻ em bị ung thư) và là thành viên của Hội đồng quản trị của Viện Honduras của văn hóa Interamerican. Bà là Chủ tịch danh dự của Thế vận hội đặc biệt năm 1999 và diễn giả chính tại Hội nghị Quốc gia về Phụ nữ ở Thành phố Mexico năm 1999.
Là người sáng lập và là chủ tịch của tổ chức phi lợi nhuận Fundación María, bàđã tổ chức và tài trợ cho một bệnh viện chuyên khoa nhi khoa mới ở Tegucigalpa, bắt đầu xây dựng vào năm 2000.

## Vinh danh
- Được đề cử bởi Ủy ban quốc tế phụ nữ cho năm 1997 Người Phụ nữ Quốc tế của năm
- Huy chương khen thưởng của Liên đoàn phụ nữ Honduras, cho công việc nhân đạo của bà trong và sau cơn Bão Mitch, đã tàn phá nặng nề Honduras vào tháng 10 năm 1998.
- Caribbean Mỹ Sao Hành động của Caribbean giải Thưởng năm 1999
- 2000 Humanitarian Award of the Sabin Vaccine Institute